# Horst Krybus
Horst Krybus (* 16. September 1960 in Waldsassen, Bayern) ist ein deutscher Politiker (CDU). Er war von 2014 bis 2020 Bürgermeister der nordrhein-westfälischen Stadt Lohmar.

## Werdegang
Das Abitur machte Horst Krybus in Siegburg. Seinen Wehrdienst leistete er beim Panzergrenadierlehrbataillon Munsterlager. Im Rahmen der Ausbildung für den gehobenen Dienst schloss er das Studium 1985 mit dem Titel Diplom-Verwaltungswirt (FH) ab. Danach war er Personalsachbearbeiter in der Stadtverwaltung von Siegburg, dort ab 1989 auch stellvertretender Leiter der Personalabteilung. Ab 1997 war er in Siegburg Verwaltungsleiter und ab 2000 Amtsleiter des Baubetriebsamtes. Am Studieninstitut für kommunale Verwaltung in Köln war er nebenbei Dozent für Arbeits- und Tarifrecht. Nach dem Ausscheiden aus dem Amt des Bürgermeisters Ende 2020 übernahm er Lehraufträge an der Hochschule für Polizei und öffentliche Verwaltung Nordrhein-Westfalen.
Horst Krybus ist seit 1991 verheiratet und hat zwei erwachsene Söhne.

## Politik
In der CDU war Horst Krybus in Lohmar von 1993 bis 2002 Ortsverbandsvorsitzender für Birk, Heide und Inger. Mitglied des Rates der Stadt Lohmar war er seit 1999. Von 2002 bis 2017 war er Vorsitzender der CDU Lohmar, von 2002 bis 2014 Fraktionsvorsitzender im Stadtrat.
Bei der Bürgermeisterwahl 2014 in Lohmar wurde Horst Krybus mit 50,10 Prozent der gültigen Stimmen als Nachfolger von Wolfgang Röger (CDU), der nicht mehr zur Wahl antrat, zum Bürgermeister gewählt. Zur Bürgermeisterwahl 2020 trat Krybus nicht mehr an. Seine Nachfolgerin in Lohmar wurde Claudia Wieja (Bündnis 90/Die Grünen).